# Józef Kostrzewski
Józef Kostrzewski (25 février 1885 - 19 octobre 1969) est un archéologue et préhistorien polonais, spécialiste des cultures archéologiques de l'Âge du bronze et de l'Âge du fer en Pologne.

## Biographie
Józef Władysław Kostrzewsk est né à Węglewo (aujourd'hui dans le comté de Poznań, en Pologne). Il étudie d'abord à l'université Jagellonne à Cracovie, puis à partir de 1910 à l'université Humboldt de Berlin, où il obtient son doctorat en 1914 sous la direction de Gustaf Kossinna. De retour en Pologne, il retourne la méthode archéologique de peuplement de Kossinna ("Siedlungsarchäologische Methode") contre son auteur et tente de prouver un autochtonisme slave en Pologne au moins depuis l'Âge du bronze (culture lusacienne).
En 1919, Józef Kostrzewski devient professeur de préhistoire à l'université de Poznań nouvellement fondée. À partir de 1918, il s'engage dans une polémique sur l'attribution ethnique des cultures poméranienne et lusacienne avec l'archéologue allemand Bolko von Richthofen (de).
À partir de 1934, il dirige les fouilles du village de l'Âge du fer de Biskupin, qu'il poursuit après la guerre.
Pendant l'occupation allemande de la Pologne pendant la Seconde Guerre mondiale, les universités et les musées polonais sont fermés, les découvertes ont souvent été transportées en Allemagne et de nombreux chercheurs ont été arrêtés, torturés et détenus, voire assassinés.
Józef Kostrzewski se cache de la Gestapo pendant la guerre, et retrouve sa chaire de Poznań en 1945. Il meurt à Poznań en 1969, à l'âge de 84 ans.

## Publications
- Gród prasłowiański w Biskupine w powiecie żnińskim, Poznań, 1938
- Culture prapolska, 1947
- avec W. Chmielelewski et K. Jażdżewski, Pradzieje Polski, Wrocław, 1965